# Божич, Светислав
Светислав Божич (серб. Светислав Божић; род. 22 мая 1954, Сербия) — сербский композитор, педагог, учёный, профессор Музыкальной академии Белграда (факультет музыкального искусства), обладатель ряда национальных премий в области искусства. Действительный член САНУ (2021).

## Жизнь и творчество
Родился в 1954 году. Окончил Музыкальную академию в 1977 году, а в 1979 году получил степень магистра. Его работа всецело направлена на сохранение и возрождение двух жизненно важных областей национальной музыкальной традиции — духовной и светской. На создание большей части композиций Божича вдохновили православная традиция, национальная литература и события национальной истории. Это такие произведения, как «Лирика Афона», «Лазарева всенощная», «Мозаика Рашки», «Метохийские духовные песнопения», «Величание» (симфоническая поэма, посвященная памяти Николы Теслы), «Последняя любовь в Константинополе», «Византийская мозаика в 9 картинах», «Антифон Георгия Бранковича» и др. В числе наиболее значительных вокально-инструментальных произведений Божича — «Октябрьские гимны», «Переселения», «Слово любви», «Молитва рачана», «Плач о Белграде». Творческое композитора Божича наиболее четко отражено в его лучших духовных произведениях: Литургии св. Иоанна Златоуста, Реквиеме соль минор и Всенощном бдении.
Произведения С. Божича исполняли: Хор и симфонический оркестр Государственной академической капеллы Санкт-Петербурга, Белградская филармония, Большой симфонический оркестр имени Чайковского, Оксфордская Филомузыка, Государственная филармония Запорожья, Большой симфонический оркестр радио-телевидении Сербии, Мадригал из Румынией и многочисленные хори и оркестри Сербии и государств Балканах. До настоящего времени многочисленные музыканты-исполнители записали больше 20 дисков с музыкой С. Божича, из чего 14 являются авторскими. Педагогическая деятельность С. Божича охватывает и публикование художественно-теоретической литературы. Музыка Светислава Божича неоднократно исполнялась со сцены в Греции, Японии, Великобритании, Кипре, Болгарии, Украине, Венгрии, Италии, Швейцарии, Франции, Испании, Бельгии, Англии, Германии, США, и особенно часто — в России.

## Награды
- Орден Звезды Карагеоргия I степени (2022)[1].